# لاتيت كوارتزي

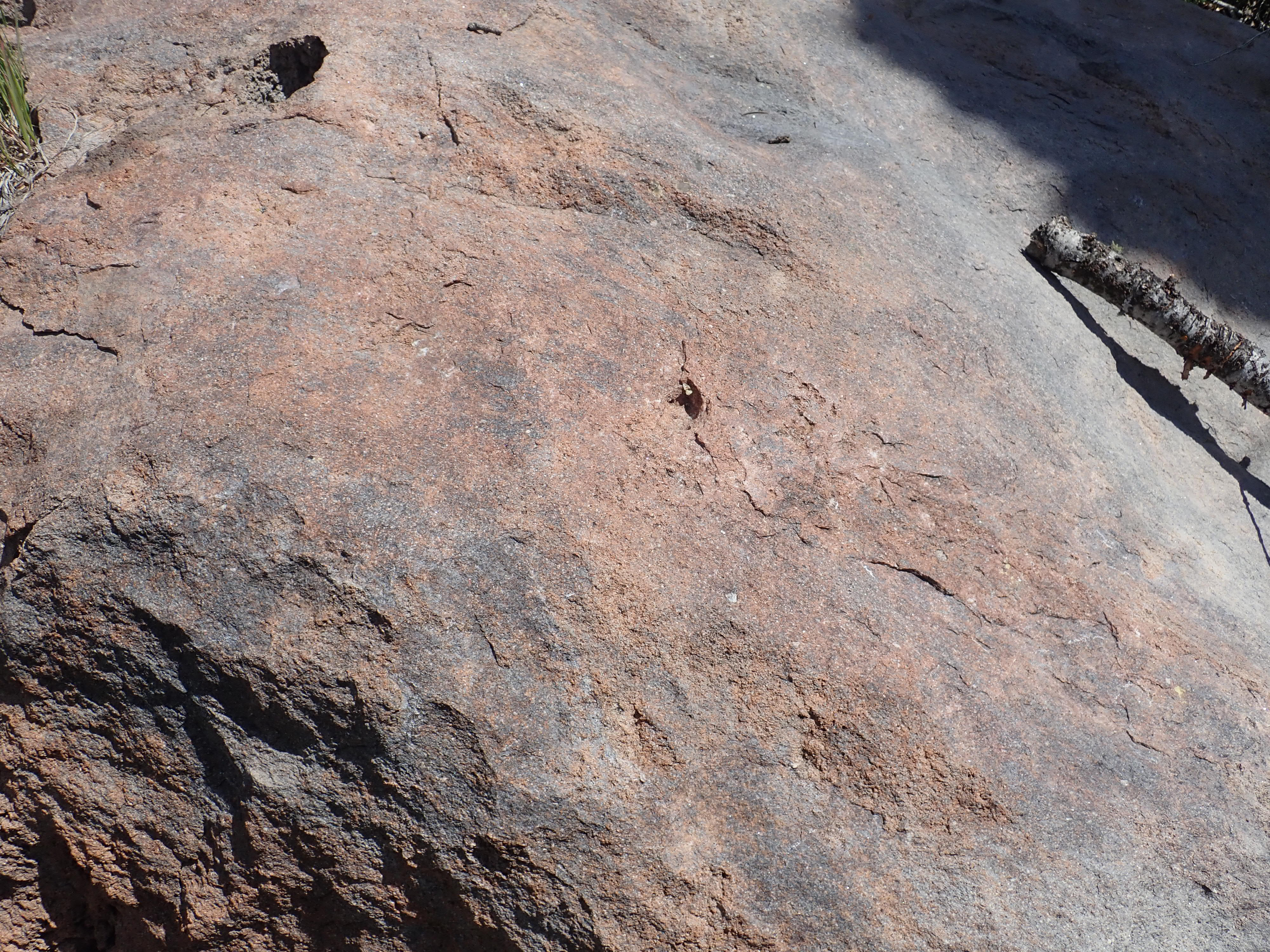

اللاتيت الكوارتزي (بالإنجليزية: Quartz latite)‏، هو صخر بركاني دقيق الحُبيبات يُعادل اللاتيت باستثناء اختلافه في قيمة الكوارتز، والتي تتراوح نسبتها فيه ما بين 5-20%، فإن زاد عن نسبة 20% فإنه سيُعادل الريوليت.